# Lista de concentrações urbanas do Brasil por população

Mapa das grandes concentrações urbanas do Brasil, com destaque para as nucleadas por metrópole em verde e por capitais regionais em azul.

Esta é uma lista de grandes concentrações urbanas do Brasil por população, baseada nos dados dos censos demográficos de 2022 e de 2010 do Instituto Brasileiro de Geografia e Estatística (IBGE). No estudo chamado Arranjos Populacionais e Concentrações Urbanas do Brasil, o instituto identificou 26 "grandes concentrações urbanas" no Brasil. Tal categoria abrange arranjos populacionais "acima de 750 mil habitantes e os municípios isolados (que não formam arranjos) de mesma faixa populacional". Os arranjos, por sua vez, foram definidos como conjuntos formados por dois ou mais municípios que se encontram integrados por contiguidade da mancha urbana ou fluxos para trabalho ou estudo. Em termos de concentração populacional, as grandes concentrações urbanas representam as faixas mais populosas, seguidas pelas "médias concentrações urbanas" (municípios isolados e arranjos populacionais entre 100 mil e 750 mil habitantes). Dos 294 arranjos identificados no censo do IBGE de 2010, o Brasil possui 187 com população inferior a 100 mil habitantes, sendo a maioria, portanto, considerada como de concentração populacional baixa.
Segundo o censo do IBGE em 2022, a concentração urbana mais populosa naquele ano era a da cidade de São Paulo, que envolvia 20 684 947 habitantes distribuídos em 36 municípios; seguida pelas concentrações do Rio de Janeiro, que abrangia 11 760 789 habitantes em 21 municípios; e de Belo Horizonte, com 4 963 116 residentes em 23 municípios.
Dentre os aglomerados urbanos, 23 possuíam mais de 1 milhão de habitantes em 2022. E somente no estado de São Paulo foram identificadas grandes concentrações urbanas sem uma capital como núcleo. Assim, as grandes concentrações urbanas acompanham o padrão de urbanização brasileiro, uma vez que elas acompanham espacialmente a distribuição dos dois maiores níveis da hierarquia urbana nacional (as metrópoles e as capitais regionais) e que só foram encontradas exceções ao padrão nos arranjos de menor população.
A lista também relaciona a população que trabalha ou estuda em outro município dentro da mesma concentração urbana e o respectivo índice de integração interna, que é obtido pela divisão da soma de pessoas que se deslocam entre dois municípios pelo total de pessoas que trabalham e estudam em um destes. Segundo o IBGE, o valor acima de 0,25 é considerado muito alto, sendo que apenas Vitória atinge esse patamar, cujo índice é de 0,26. Cabe ressaltar, no entanto, que as concentrações urbanas de Manaus e Campo Grande são municípios isolados, pois não formam arranjo populacional.

## População das grandes concentrações urbanas em 2024
| #  | Grande concentração urbana | Unidade federativa       | População (2024) | Municípios participantes |
| -- | -------------------------- | ------------------------ | ---------------- | ------------------------ |
| 1  | São Paulo                  | São Paulo                | 21 458 512       | 37                       |
| 2  | Rio de Janeiro             | Rio de Janeiro           | 12 566 320       | 21                       |
| 3  | Belo Horizonte             | Minas Gerais             | 5 198 319        | 23                       |
| 4  | Brasília                   | Distrito Federal · Goiás | 4 083 789        | 11                       |
| 5  | Recife                     | Pernambuco               | 4 013 961        | 15                       |
| 6  | Porto Alegre               | Rio Grande do Sul        | 3 816 811        | 26                       |
| 7  | Fortaleza                  | Ceará                    | 3 630 356        | 8                        |
| 8  | Curitiba                   | Paraná                   | 3 515 844        | 18                       |
| 9  | Salvador                   | Bahia                    | 3 481 756        | 9                        |
| 10 | Goiânia                    | Goiás                    | 2 600 200        | 12                       |
| 11 | Manaus                     | Amazonas                 | 2 279 687        | 1                        |
| 12 | Campinas                   | São Paulo                | 2 177 797        | 8                        |
| 13 | Belém                      | Pará                     | 2 093 558        | 4                        |
| 14 | Vitória                    | Espírito Santo           | 1 890 724        | 6                        |
| 15 | Santos                     | São Paulo                | 1 725 560        | 7                        |
| 16 | São José dos Campos        | São Paulo                | 1 650 413        | 10                       |
| 17 | São Luís                   | Maranhão                 | 1 529 831        | 4                        |
| 18 | Natal                      | Rio Grande do Norte      | 1 331 299        | 5                        |
| 19 | Florianópolis              | Santa Catarina           | 1 276 064        | 10                       |
| 20 | João Pessoa                | Paraíba                  | 1 262 551        | 7                        |
| 21 | Maceió                     | Alagoas                  | 1 238 623        | 9                        |
| 22 | Teresina                   | Piauí · Maranhão         | 1 084 885        | 4                        |
| 23 | Aracaju                    | Sergipe                  | 1 064 269        | 12                       |
| 24 | Cuiabá                     | Mato Grosso              | 997 559          | 2                        |
| 25 | Sorocaba                   | São Paulo                | 986 693          | 5                        |
| 26 | Campo Grande               | Mato Grosso do Sul       | 954 538          | 1                        |
| 27 | Ribeirão Preto             | São Paulo                | 896 315          | 7                        |

## População das grandes concentrações urbanas em 2022

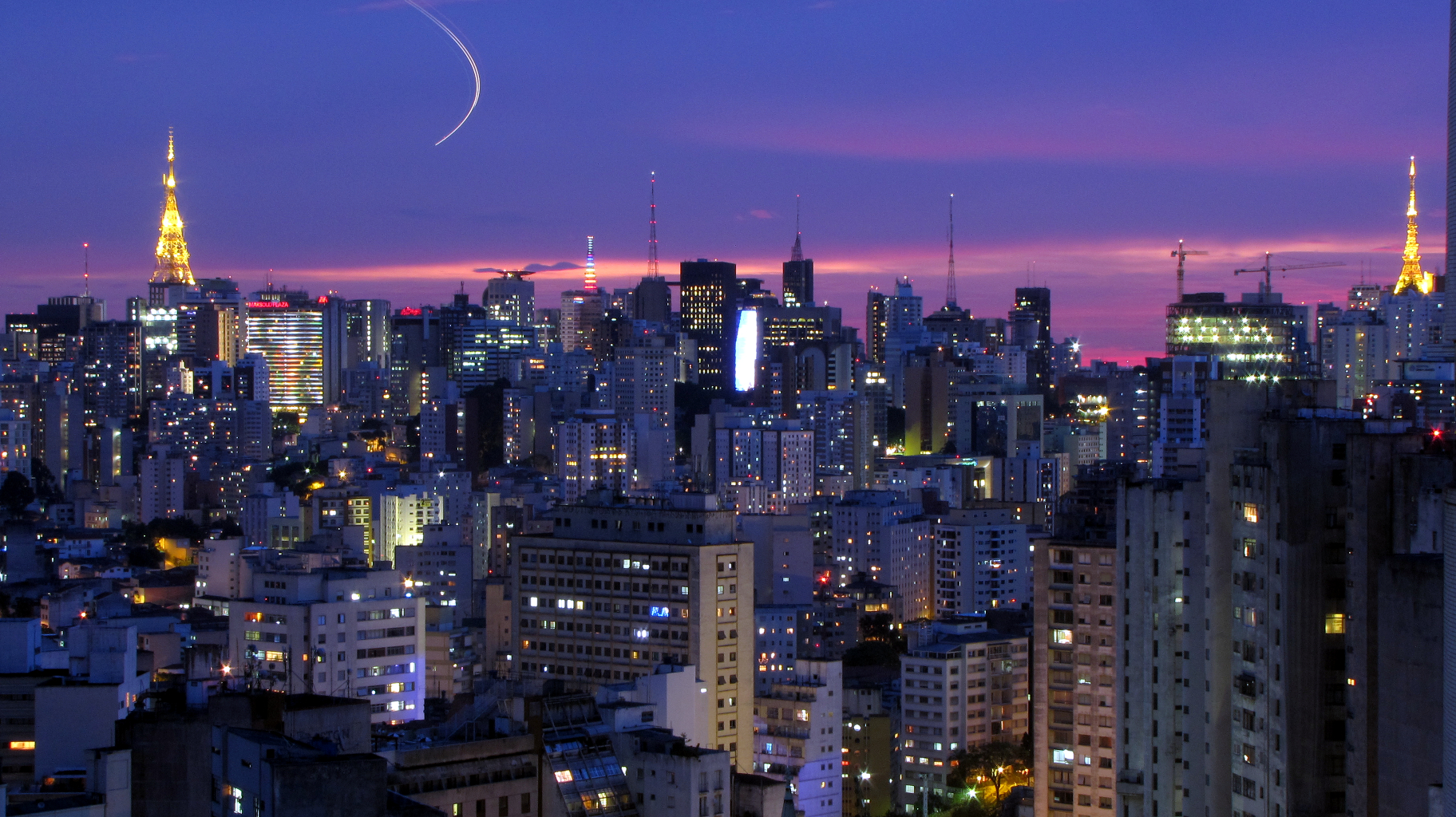
São Paulo é a maior concentração urbana do Brasil.

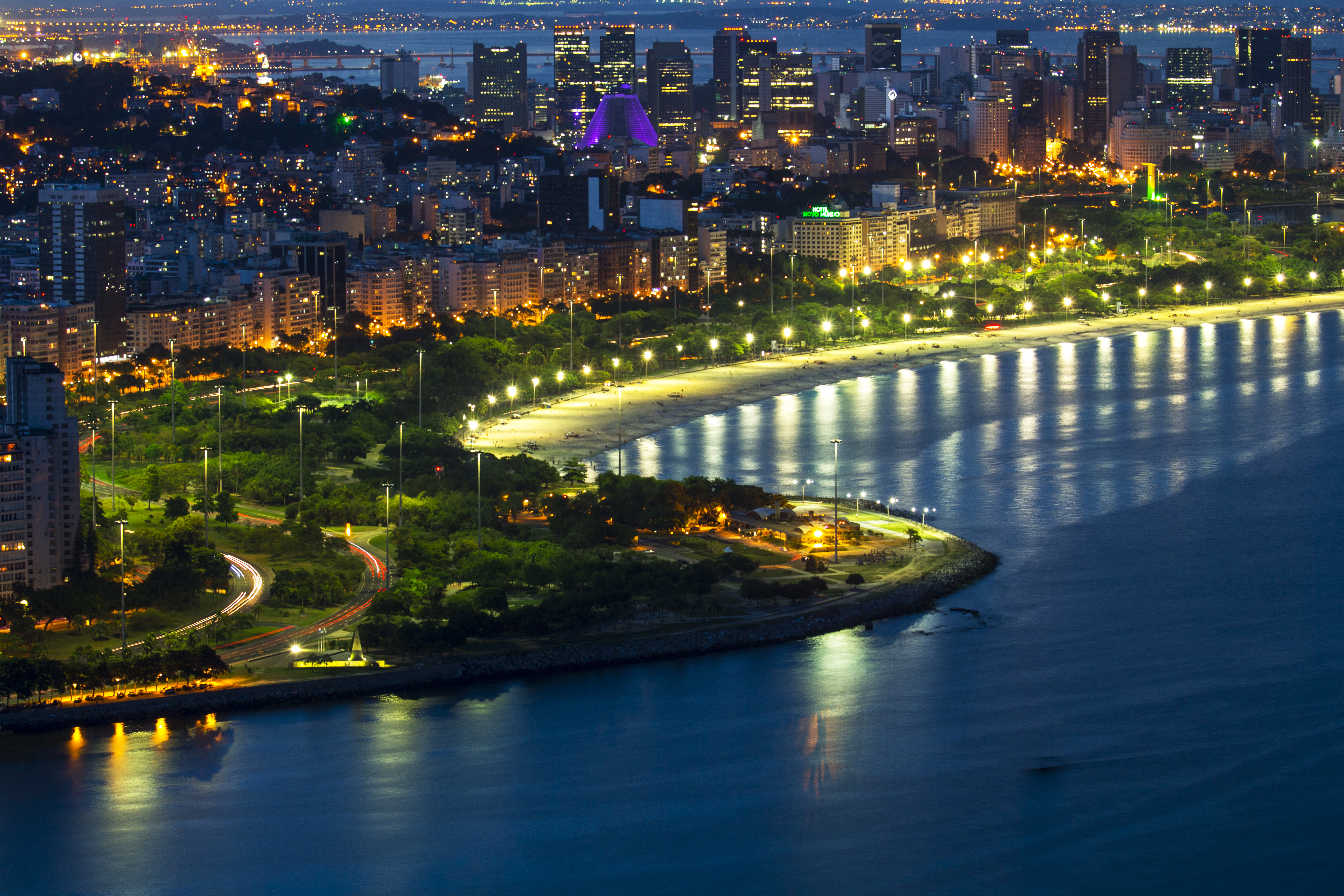
Rio de Janeiro é a segunda maior concentração urbana do país.

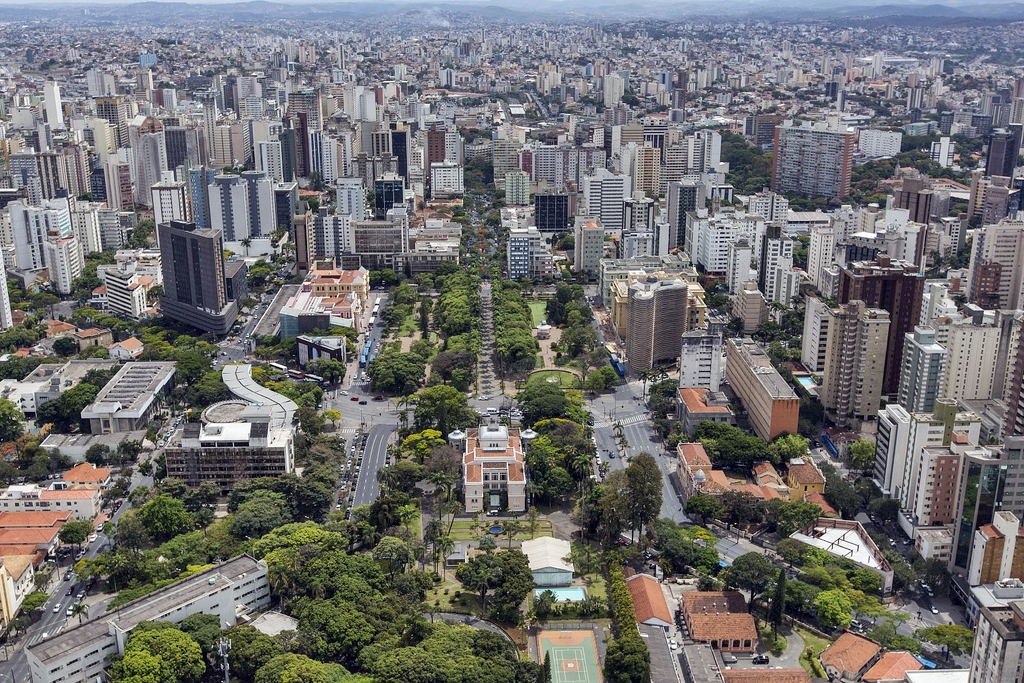
Belo Horizonte é a terceira concentração urbana do país em população.

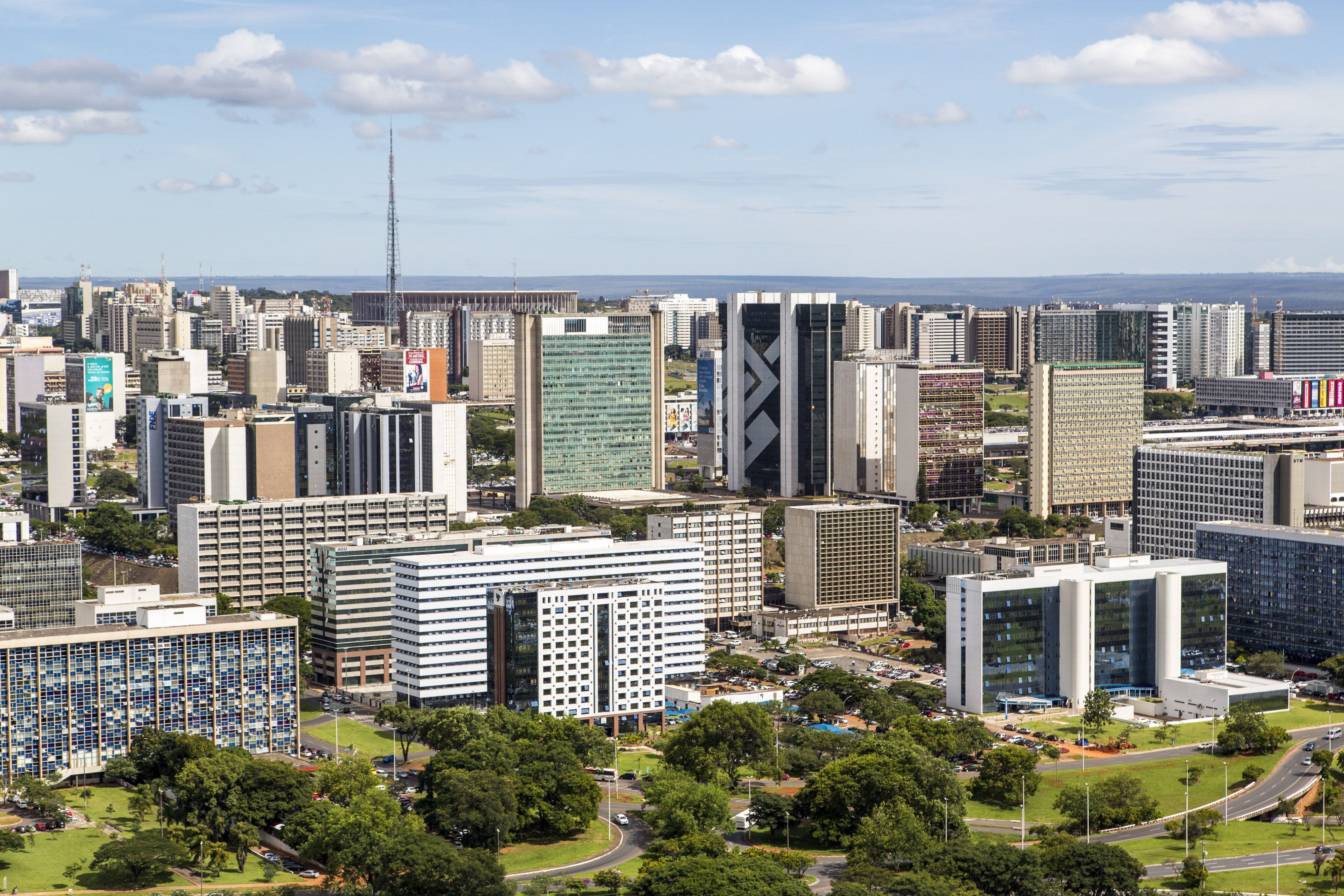
Brasília é a quarta mais populosa concentração urbana brasileira.

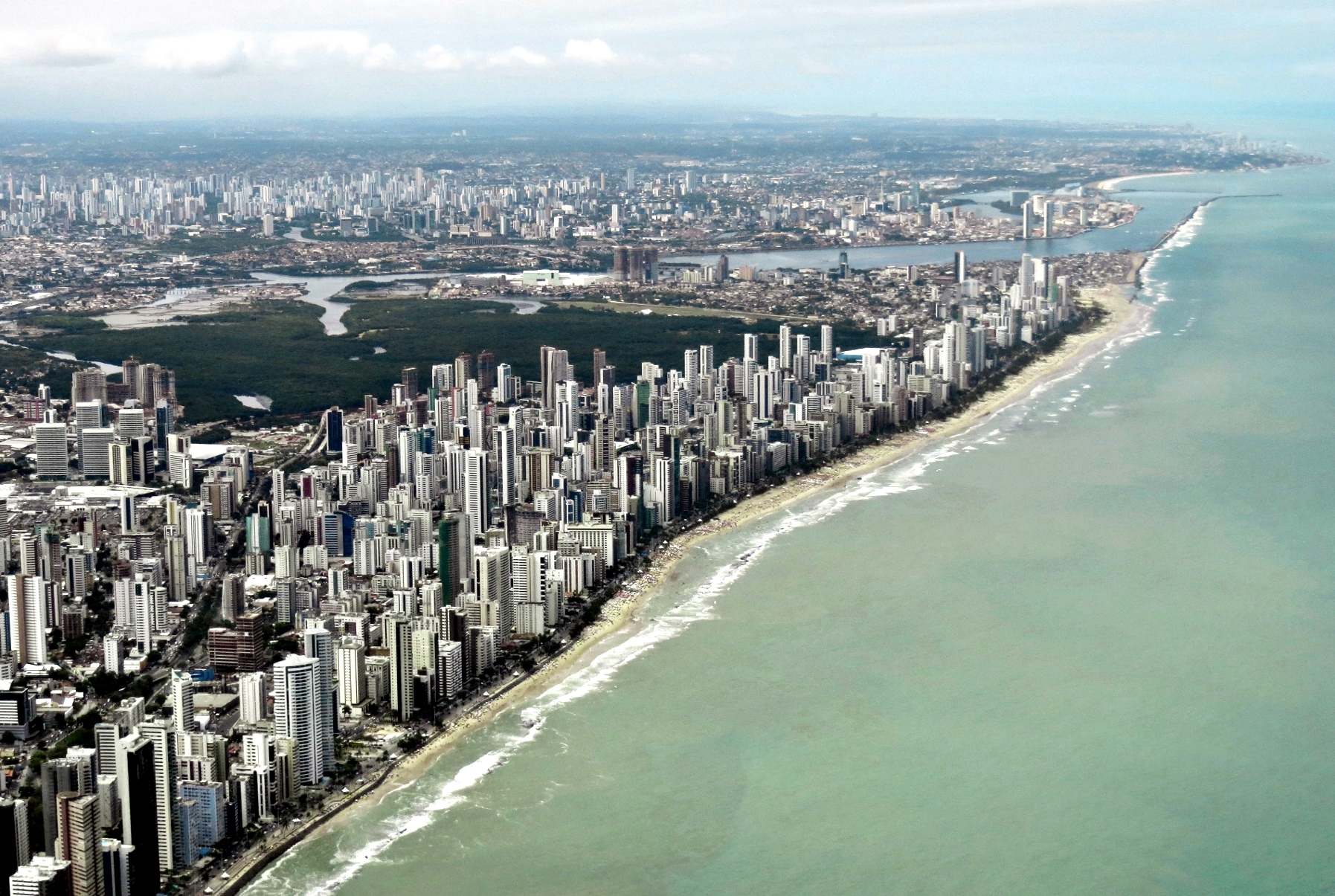
Recife é a quinta maior concentração urbana do Brasil.

| #  | Grande concentração urbana | Unidade federativa       | População (2022) | Municípios participantes |
| -- | -------------------------- | ------------------------ | ---------------- | ------------------------ |
| 1  | São Paulo                  | São Paulo                | 20 673 280       | 37                       |
| 2  | Rio de Janeiro             | Rio de Janeiro           | 11 760 550       | 21                       |
| 3  | Belo Horizonte             | Minas Gerais             | 4 963 704        | 23                       |
| 4  | Brasília                   | Distrito Federal · Goiás | 3 858 760        | 11                       |
| 5  | Recife                     | Pernambuco               | 3 783 639        | 15                       |
| 6  | Porto Alegre               | Rio Grande do Sul        | 3 679 298        | 26                       |
| 7  | Fortaleza                  | Ceará                    | 3 424 978        | 8                        |
| 8  | Curitiba                   | Paraná                   | 3 382 210        | 18                       |
| 9  | Salvador                   | Bahia                    | 3 320 568        | 9                        |
| 10 | Goiânia                    | Goiás                    | 2 481 043        | 12                       |
| 11 | Campinas                   | São Paulo                | 2 093 118        | 8                        |
| 12 | Manaus                     | Amazonas                 | 2 063 689        | 1                        |
| 13 | Belém                      | Pará                     | 1 957 533        | 4                        |
| 14 | Vitória                    | Espírito Santo           | 1 756 172        | 6                        |
| 15 | Santos                     | São Paulo                | 1 672 991        | 7                        |
| 16 | São José dos Campos        | São Paulo                | 1 589 875        | 10                       |
| 17 | São Luís                   | Maranhão                 | 1 458 836        | 4                        |
| 18 | Natal                      | Rio Grande do Norte      | 1 263 738        | 5                        |
| 19 | Maceió                     | Alagoas                  | 1 194 596        | 9                        |
| 20 | Florianópolis              | Santa Catarina           | 1 183 874        | 10                       |
| 21 | João Pessoa                | Paraíba                  | 1 173 268        | 7                        |
| 22 | Teresina                   | Piauí · Maranhão         | 1 040 765        | 4                        |
| 23 | Aracaju                    | Sergipe                  | 1 019 011        | 12                       |
| 24 | Cuiabá                     | Mato Grosso              | 950 955          | 2                        |
| 25 | Sorocaba                   | São Paulo                | 945 097          | 5                        |
| 26 | Campo Grande               | Mato Grosso do Sul       | 898 100          | 1                        |
| 27 | Ribeirão Preto             | São Paulo                | 861 177          | 7                        |

## Grandes concentrações urbanas em 2010
| Posição | Grande concentração urbana | Unidade federativa       | População (2010) | Pessoas que trabalham e estudam em outros municípios do arranjo (2010) | Índice de integração interna | Municípios participantes |
| ------- | -------------------------- | ------------------------ | ---------------- | ---------------------------------------------------------------------- | ---------------------------- | ------------------------ |
| 1       | São Paulo                  | São Paulo                | 19 613 759       | 1 752 655                                                              | 0,16                         | 37                       |
| 2       | Rio de Janeiro             | Rio de Janeiro           | 11 946 398       | 1 073 831                                                              | 0,16                         | 21                       |
| 3       | Belo Horizonte             | Minas Gerais             | 4 728 059        | 565 066                                                                | 0,21                         | 23                       |
| 4       | Recife                     | Pernambuco               | 3 741 904        | 429 044                                                                | 0,23                         | 15                       |
| 5       | Porto Alegre               | Rio Grande do Sul        | 3 662 262        | 347 122                                                                | 0,20                         | 26                       |
| 6       | Salvador                   | Bahia                    | 3 440 462        | 128 422                                                                | 0,07                         | 9                        |
| 7       | Brasília                   | Distrito Federal · Goiás | 3 380 644        | 199 491                                                                | 0,10                         | 11                       |
| 8       | Fortaleza                  | Ceará                    | 3 327 021        | 133 438                                                                | 0,08                         | 8                        |
| 9       | Curitiba                   | Paraná                   | 3 054 076        | 340 358                                                                | 0,19                         | 18                       |
| 10      | Goiânia                    | Goiás                    | 2 042 828        | 190 960                                                                | 0,16                         | 12                       |
| 11      | Belém                      | Pará                     | 2 025 276        | 122 649                                                                | 0,11                         | 4                        |
| 12      | Campinas                   | São Paulo                | 1 874 442        | 158 896                                                                | 0,15                         | 8                        |
| 13      | Manaus                     | Amazonas                 | 1 802 014        | —                                                                      | —                            | 1                        |
| 14      | Vitória                    | Espírito Santo           | 1 582 418        | 227 124                                                                | 0,26                         | 6                        |
| 15      | Santos                     | São Paulo                | 1 556 718        | 161 226                                                                | 0,20                         | 7                        |
| 16      | São José dos Campos        | São Paulo                | 1 419 657        | 34 047                                                                 | 0,06                         | 10                       |
| 17      | São Luís                   | Maranhão                 | 1 309 330        | 64 187                                                                 | 0,09                         | 4                        |
| 18      | Natal                      | Rio Grande do Norte      | 1 187 899        | 94 833                                                                 | 0,15                         | 5                        |
| 19      | Maceió                     | Alagoas                  | 1 115 485        | 25 693                                                                 | 0,05                         | 9                        |
| 20      | João Pessoa                | Paraíba                  | 1 050 872        | 57 589                                                                 | 0,10                         | 7                        |
| 21      | Teresina                   | Piauí · Maranhão         | 986 831          | 26 286                                                                 | 0,05                         | 4                        |
| 22      | Aracaju                    | Sergipe                  | 926 399          | 93 659                                                                 | 0,19                         | 12                       |
| 23      | Florianópolis              | Santa Catarina           | 883 808          | 119 852                                                                | 0,22                         | 10                       |
| 24      | Cuiabá                     | Mato Grosso              | 803 694          | 475 518                                                                | 0,09                         | 2                        |
| 25      | Campo Grande               | Mato Grosso do Sul       | 786 797          | —                                                                      | —                            | 1                        |
| 26      | Sorocaba                   | São Paulo                | 779 704          | 39 738                                                                 | 0,09                         | 5                        |